# تيم مايوت
تيم مايوت (بالإنجليزية: Tim Mayotte)‏ مواليد 3 أغسطس 1960 في سبرينغفيلد، الولايات المتحدة، هو لاعب كرة مضرب أمريكي سابق بدأ مسيرته كمحترف سنة 1981 وكان يلعب باليد اليمنى، اعتزل اللعب في 1992. أعلى تصنيف له في الفردي كان المركز الـ 7 في سنة 1988. سبق أن شارك في دورة الألعاب الأولمبية الصيفية وفاز بميدالية أولمبية.

## روابط خارجية
- تيم مايوت على موقع رابطة محترفي التنس (الإنجليزية)
- تيم مايوت على موقع الاتحاد الدولي لكرة المضرب (الإنجليزية)
- تيم مايوت على موقع كأس ديفيز (الإنجليزية)
- تيم مايوت على موقع خلاصة التنس.كوم (الإنجليزية)
- تيم مايوت على موقع أوليمبيديا (الإنجليزية)